# ナサニエル・セイヴァリー

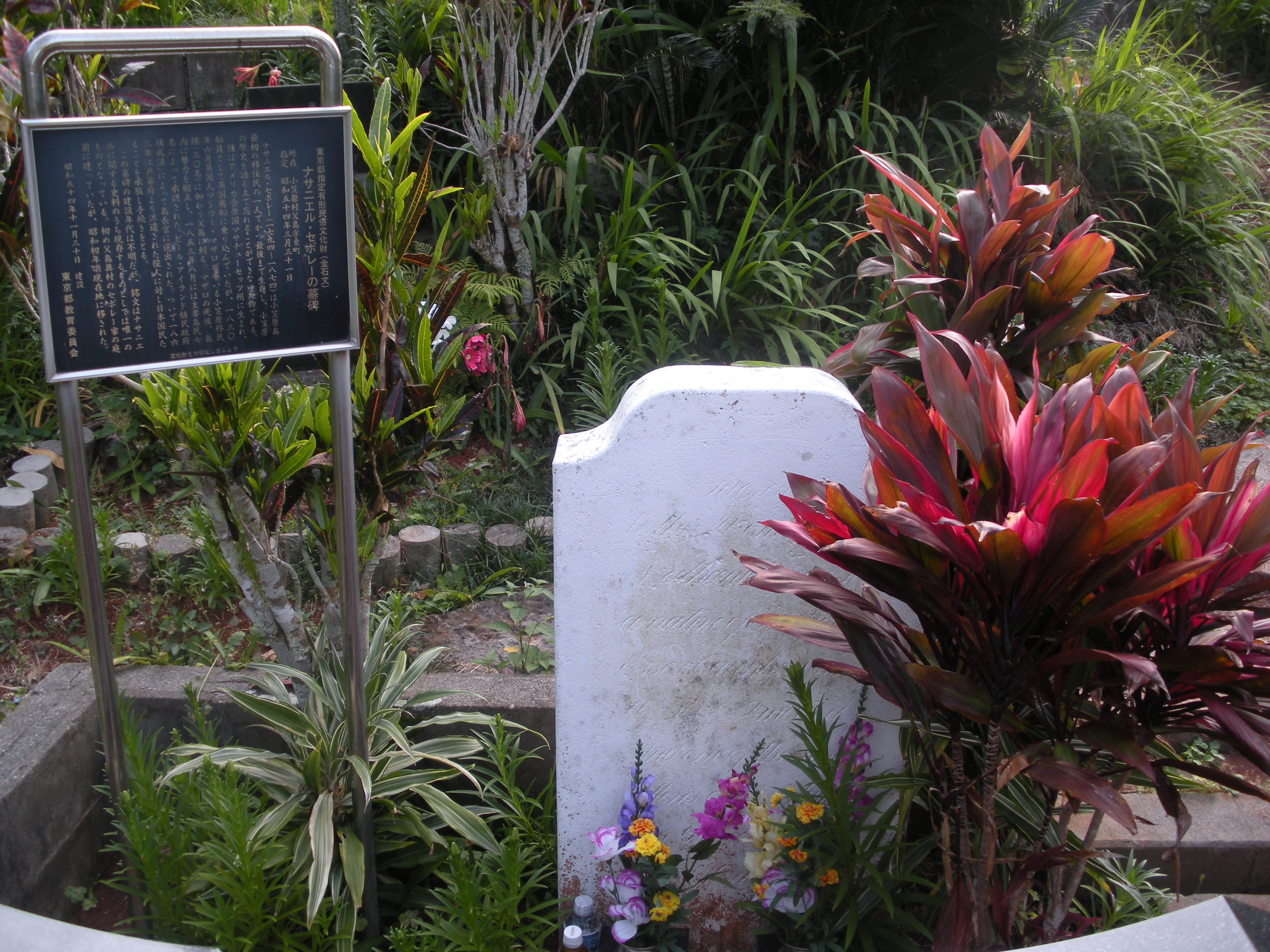
ナサニエル・セイヴァリーの墓碑
（父島・大根山墓地）

ナサニエル・セイヴァリー（Nathaniel Savory、日本名：瀬堀 南山〈せぼり なんざん〉、1794年 - 1874年）は、初めて小笠原諸島に移民したとされるアメリカ人で、日本領有時に父島に居住していた欧米系島民開祖の一人。ナザニール・セボリーまたはナサニエル・セーボレーとも。

## 人物・来歴

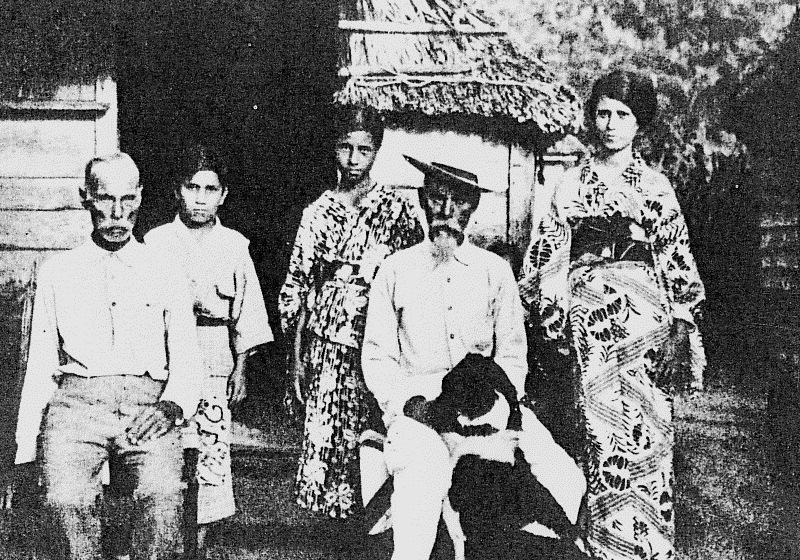
ナサニエル・セイヴァリーの直系子孫達。左から長男ホレイス、曾孫モーゼス、孫アイリーン・ワシントン、三男ベンジャミン、孫ジェーン（1927年撮影）

1794年、アメリカのマサチューセッツ州ブラッドフォードに生まれた。1810年代から船員として働き、その後イギリスの商船に乗り組んでいたが、1829年、船がホノルルに入港した際の事故で右手指を負傷し、治療のため下船した。ハワイでの療養中、イギリス領事のチャールストンが小笠原諸島への入植計画を進めていることを知ったセイヴァリーは、イタリアのラグーサ（現:クロアチアドゥブロヴニク）出身のイギリス人マテオ・マザロを団長とした小笠原諸島移民団に参加した。
文政13年5月10日（1830年6月26日）、欧米人5人と太平洋諸島出身者25名が、小笠原諸島父島扇浦に入植した。入植当初、移民団は扇浦に集住していたが、のちに大村や奥村に分かれて住むようになった。移民団は、トウモロコシやタマネギなど野菜類の栽培や、アヒルやブタなどの家畜の飼育を行い、それらを島に寄港する捕鯨船や商船に売ることで生計を立てた。また、セイヴァリーはそれらの寄港する船に手紙を託し、故郷の兄弟姉妹と連絡を取り合っていた。
しかし、入植後まもなく移民団の欧米人の間で対立が始まっており、天保10年（1839年）頃にはマザロがセイヴァリーの暗殺計画を企てるまでに関係は悪化した。しかしマザロには人望がなく、天保13年（1842年）にハワイへ去り、もう1人もまもなく島を去ると、事実上セイヴァリーが島民のまとめ役となった。
嘉永6年（1853年）5月、アメリカのマシュー・ペリー提督は日本来航の途中同島に寄港し、植民政府樹立計画をたて、セイヴァリーを移民の頭目に選んだ。
文久元年（1861年）12月、江戸幕府の外国奉行水野忠徳や小笠原島開拓御用の小花作助らが江戸幕府の命により同島の巡検および開拓使として上陸してきたとき、イギリス人ジョージ・ホートンとともに島民代表として水野らの意を受け、同島が日本領であることの再確認と、江戸幕府の定めた開拓規則を守ることを約束した。のち本土で生麦事件がこじれイギリスと戦いが懸念されると、文久3年（1863年）小笠原諸島の日本人住民全員に避難命令が出された。セイヴァリーらは島に留まり、島民に製糖、製塩の技術などを教えていた。
明治8年（1875年）、日本政府は明治丸を父島に送った。到着した明治丸に招かれ日本人と再会したナサニエル・セイヴァリーの息子ホレース（Horace）は、前年の明治7年（1874年）4月に父親が亡くなったことを告げる。ナサニエルは現在の父島奥村にあった自宅の庭に埋葬されたが、後に大根山墓地に改葬された。
明治15年（1882年）、息子ホレースは一家そろって日本に帰化した。後に、セイヴァリー家は「瀬堀」と改姓した。
作家有吉佐和子が1980年（昭和55年）7月に父島を訪れた際、ナサニエル・セイヴァリーの曾孫にあたるジュリー・セイヴァリー（当時65歳）を取材しており、父島へ移民した欧米系島民が日本に帰化した際、セイヴァリー家は姓を元にした瀬堀と改姓したのに対し、ポルトガル系のゴンザレス家は岸、アメリカ系のワシントン家は大平、ウェッブ家は上部、ギリー家は南などの姓に改姓したことや、太平洋戦争中、小笠原島民は本土へ送還され、終戦後もアメリカ統治のため帰島は許されなかったが、欧米系島民135名は日本に帰化済みであったにもかかわらず、GHQにより1946年（昭和21年）に小笠原諸島への帰島が許可されたことが語られている。

## 補註
1. 1 2 3 4 5 6 7  田中 pp41-44
2. 1 2  田中 pp46-49
3. ↑  田中 pp204-206
4. ↑  田中 pp245-246
5. ↑  「うえっぶ」一家が「上部」になったのは姓に由来している。
6. ↑  『日本の島々、昔と今。』有吉佐和子著、集英社、遙か太平洋上に 274-280ページ 1981年4月15日初版発行 ISBN 978-4-08-750736-2

## 関連資料
- NHK(1990) 『日本とアメリカの間で小笠原セーボレー一族の160年』（NHKセミナー現代ジャーナル、1990年4月30日放送）
- 田中弘之（1997年）. 『幕末の小笠原--欧米の捕鯨船で栄えた緑の島』, 中公新書, 中央公論社. ISBN 4121013883
- ダニエル・ロング(1998) 小笠原諸島における言語接触の歴史 - ウェイバックマシン（2011年9月29日アーカイブ分）